# Марчук, Николай Николаевич
Николай Николаевич Марчук (19 декабря 1949, Киев — 16 июля 2017, Москва) — советский и российский историк, крупнейший в России специалист по истории конституционализма в Латинской Америке. Доктор исторических наук, профессор. Профессор РУДН, действительный член РАЕН. Член двух докторских диссертационных советов РУДН, а также Института Латинской Америки РАН. Автор 78 публикаций.

## Биография
Родился в Киеве, где окончил 8 классов средней школы и Киевский речной техникум. С мая 1969 по июнь 1971 года служил в Советской армии на территории ГДР, откуда был рекомендован к поступлению в Университет дружбы народов им. Патриса Лумумбы. Поступил на историко-филологический факультет по специальности «История».
Окончил университет дружбы народов.
В 1982 году защитил кандидатскую диссертацию в ИЛА Академии наук СССР на тему «Предпосылки и формирование аргентинского перонизма в 30—40-е годы XX века».
С 1982 года профессор РУДН, преподавал историю и международные отношения стран Латинской Америки.
В 1990—1993 годах проходил докторантуру в Центре латиноамериканских исследований ИВИ РАН.
В 1997 году защитил докторскую диссертацию в ИЛА РАН на тему «Либеральные реформы и Война за независимость Латинской Америки», которая была признана ВАКом одной из лучших диссертаций 1997 года.
С 2003 по 2017 год преподавал на кафедре конституционного и муниципального права, а в последующем на кафедре судебной власти, правоохранительной и правозащитной деятельности Юридического института РУДН, где читал авторский спецкурс «Проблемы конституционного права стран Латинской Америки». Автор двух электронных курсов лекций для студентов по специальностям «История» и «Международные отношения».
Свободно владел испанским и португальским языками.
Являлся членом редакционных коллегий и редакционных советов ряда научных журналов, в том числе Всероссийского научно-практического журнала «Правовая инициатива».
Умер 16 июля 2017 в результате инфаркта.

## Основные публикации
- Марчук Н. Н. Борьба за независимость в Латинской Америке в конце XVIII - начале XIX в.: Учеб. пособие / Марчук Н. Н. — М.: Университет дружбы народов, 1988.
- Марчук Н. Н. Становление национальных государств в Латинской Америке: Учеб. пособие / Марчук Н.Н. ; Гос. ком. СССР по нар. образованию. — М.: Университет дружбы народов, 1989.
- Марчук Н. Н. Буржуазные преобразования второй половины XIX в. в странах Латинской Америки: Учеб. пособие / Марчук Н.Н. ; Гос. ком. СССР по нар. образованию. — М.: Университет дружбы народов, 1990.
- Марчук Н. Н. К вопросу о социальных революциях. Якобинская схема и освободительная борьба в Латинской Америке конца XVIII — начала XIX в. — М.: Университет дружбы народов, 1993. — 160 с.
- Марчук Н. Н. Либеральные реформы и Война за независимость Латинской Америки: Монография. — М.: МПГУ «Прометей», 1999.
- Марчук Н. Н., Хамидулина А. Ю. История стран Латинской Америки: Учебно-методическое пособие. — М.: Изд-во РУДН, 2003.
- Марчук Н. Н., Ларин Е. А., Мамонтов С. П. История и культура Латинской Америки (от доколумбовых цивилизаций до 1918 года): Учеб. пособие. — М.: Высшая школа, 2005. — 495 с. — ISBN 5060045196.